# Taubenturm Mittelstraße 13

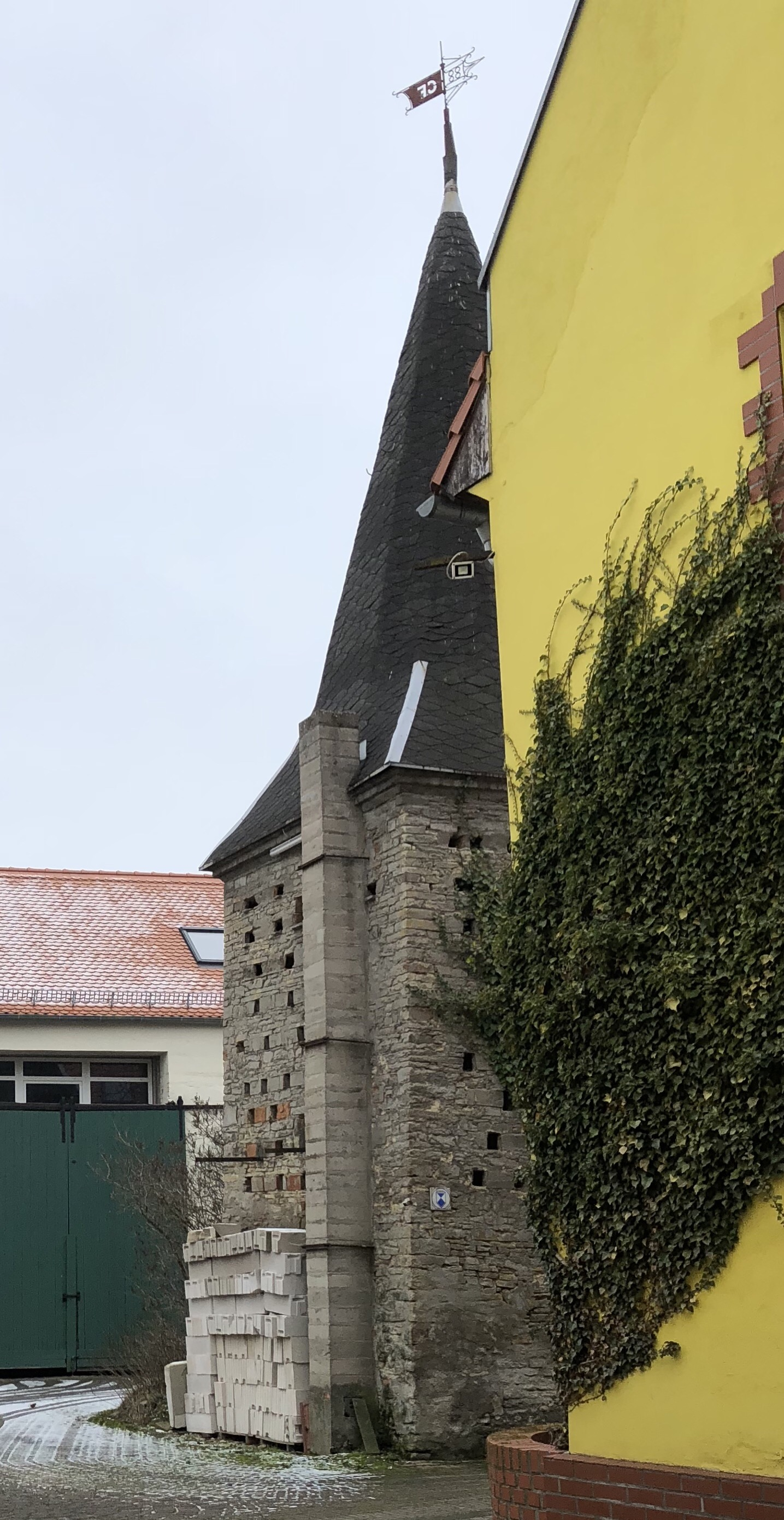
Taubenturm auf dem Hof des Grundstücks Mittelstraße 13

Der Taubenturm Mittelstraße 13 ist ein denkmalgeschützter Taubenturm im zur Gemeinde Sülzetal gehörenden Dorf Osterweddingen in Sachsen-Anhalt.
Er befindet sich freistehend auf dem Hof des Grundstücks Mittelstraße 13 südlich der Mittelstraße.
Der große unverputzte Turm wurde im 18. Jahrhundert in massiver Bauweise ausgeführt und auf annähernd quadratischem Grundriss errichtet. Bedeckt wird er von einem Spitzhelm, der mit einer Wetterfahne bekrönt ist.
Im örtlichen Denkmalverzeichnis ist der Taubenturm unter der Erfassungsnummer 094 11914 als Baudenkmal verzeichnet.